# 人生、ただいま修行中
『人生、ただいま修行中』（じんせい ただいましゅぎょうちゅう、フランス語: De chaque instant）は、ニコラ・フィリベールが監督し、2018年に公開されたフランスのドキュメンタリー映画。

## あらすじ
看護学校の生徒たちの訓練の様子を追ったドキュメンタリー。
出身地や宗教なども様々な男女40人ほどが学ぶパリ郊外の看護学校を舞台に、講義や研修に悪戦苦闘する生徒たちの姿を追い、彼らの声が伝えられる。
原題は、「すべての瞬間に」「いつも常に」といった意味。

## 制作

### きっかけ
2016年1月、ニコラ・フィリベールは塞栓が生じ、救急外来に搬送され、さらに集中治療室へ連れて行かれた。退院後、彼は看護師についての映画を作ることにした。

### 撮影
このドキュメンタリーは、モントルイユのサン・サイモン・クロスのIFPS財団 (IFPS Fondation Œuvre de la Croix Saint-Simon) の施設で撮影された。
フィリベールは自らカメラを回し、比較的少数である3-4人のチームで撮影をおこなった。また、「カメラの存在を忘れさせるのではなく、受け入れてもらう。彼らを撮るというより、一緒に存在する」という方針のもと、時には「撮らないこと」で、撮影される側の生徒たちとの間に信頼関係を築いていったという。

## 公開

### 批評サイト
フランスのアロシネのウェブサイトでは、3.8/5の平均プレスレビューと、3.3/5の平均視聴者レビューとなっている。

## 評価

### 選出
- ロカルノ国際映画祭2018 : 公式出品

### ノミネーション
- セザール賞2019 :
  - セザール最優秀ドキュメンタリー賞 (César du meilleur film documentaire) - ニコラ・フィリベール
- リュミエール賞 (Lumières de la presse internationale)
  - ドキュメンタリー部門 (Prix Lumières du meilleur documentaire)